# UFC Fight Night: McGregor vs. Brandao
UFC Fight Night: McGregor vs. Brandao（ユーエフシー・ファイトナイト：マクレガー・バーサス・ブランダオン、別名UFC Fight Night 46）は、アメリカ合衆国の総合格闘技団体「UFC」の大会の一つ。2014年7月19日、アイルランド・ダブリン県ダブリンのThe O2で開催された。

## 大会概要
5年6か月ぶりのアイルランド開催となった本大会ではコナー・マクレガーとディエゴ・ブランダオンによるフェザー級ワンマッチが組まれた。
CWFCウェルター級王者キャサル・ペンドレッド、キャリア9戦全勝のパトリック・フロハン、5戦全勝のマイク・キングがUFCデビュー。

### カード変更
負傷などによるカードの変更は以下の通り。
- トム・ローラー → クリス・デンプシー（第6試合）

- ライアン・ラフレアー → ザック・カミングス（第9試合）

- コール・ミラー → ディエゴ・ブランダオン（第10試合）

## 試合結果

### プレリミナリーカード
第1試合 フライ級ワンマッチ 5分3R
○  パトリック・フロハン vs.  ジョシュ・サンポ ×
1R 3:06 リアネイキドチョーク
第2試合 ライトヘビー級ワンマッチ 5分3R
○  ニキータ・クリーロフ vs.  コーディ・ドノヴァン ×
1R 4:57 TKO（パウンド）
第3試合 ミドル級ワンマッチ 5分3R
○  トレバー・スミス vs.  トル・トロエン ×
3R終了 判定3-0（29-28、29-28、29-28）
第4試合 ミドル級ワンマッチ 5分3R
○  キャサル・ペンドレッド vs.  マイク・キング ×
2R 3:33 TKO（リアネイキドチョーク）
第5試合 フライ級ワンマッチ 5分3R
○  ニール・シーリー vs.  フィル・ハリス ×
3R終了 判定3-0（30-27、30-27、30-27）
第6試合 ライトヘビー級ワンマッチ 5分3R
○  イリル・ラティフィ vs.  クリス・デンプシー ×
1R 2:07 KO（パウンド）

### メインカード
第7試合 ライト級ワンマッチ 5分3R
○  ノーマン・パーク vs.  小谷直之 ×
2R 3:41 TKO（グラウンドの肘打ち）
第8試合 フライ級ワンマッチ 5分3R
○  イアン・マッコール vs.  ブラッド・ピケット ×
3R終了 判定3-0（30-27、30-27、29-28）
第9試合 ウェルター級ワンマッチ 5分3R
○  グンナー・ネルソン vs.  ザック・カミングス ×
2R 4:48 リアネイキドチョーク
第10試合 フェザー級ワンマッチ 5分5R
○  コナー・マクレガー vs.  ディエゴ・ブランダオン ×
1R 4:05 TKO（左ストレート→パウンド）

### 各賞
ファイト・オブ・ザ・ナイト： キャサル・ペンドレッド vs. マイク・キング
パフォーマンス・オブ・ザ・ナイト： コナー・マクレガー、グンナー・ネルソン
各選手にはボーナスとして5万ドルが支給された。
※試合後の検査でキングから禁止薬物であるナンドロロンの陽性反応が出たため、キングへのボーナスは取り消しとなった。